# Drapeau de l'unification coréenne
Le drapeau de l'unification coréenne est utilisé pour représenter des délégations communes de la Corée du Nord et du Sud lorsque ces dernières participent par exemple à un évènement sportif. Il représente, sur fond blanc, le territoire de la Corée unifiée colorée en bleu.

## Utilisations sportives
Lors des Jeux asiatiques de 1990, des négociations ont lieu pour former une équipe unifiée pour les deux Corées. Elles n’aboutissent pas, mais le drapeau de l’unification est dessiné pour l’occasion. Il représente la péninsule coréenne, y compris l’île de Jeju, en bleu clair sur fond blanc.
La première utilisation du drapeau a lieu en 1991, lorsque les deux pays présentent une seule équipe aux championnats du monde de tennis de table à Chiba, au Japon ; ainsi qu’à la Coupe du monde de football des moins de 20 ans, qui se déroule au Portugal.
Pour les cérémonies d’ouverture des Jeux olympiques de Sydney en 2000, des Jeux asiatiques de 2002 à Busan, des Universiades d’été de Daegu en 2003, des JO d’Athènes en 2004, de ceux de Turin en 2006 et des Jeux asiatiques organisés au Qatar en 2006, les équipes sportives nationales des deux Corées défilent ensemble, mais concourent séparément.
En 2008, aux Jeux olympiques de Pékin, les deux délégations ne défilent pas ensemble et sont séparées par trois autres pays, contrairement à ce que prévaudrait l’ordre alphabétique.
En 2018, les Jeux olympiques d'hiver se déroulent à Pyeongchang, en Corée du Sud, et les deux pays défilent à nouveau ensemble sous le drapeau unifié. Une équipe unifiée de Corée est également composée pour l’épreuve de hockey sur glace féminin.
En 2018, lors des Championnats du monde de judo  les deux équipes nationales de Corée sont réunies pour l'épreuve de compétition par équipe mixte et décrochent la médaille de bronze.
Le drapeau est arboré par l'équipe de Corée unifiée lors du championnat du monde masculin de handball 2019.

## Autres utilisations
Le drapeau est également apparu dans d’autres contextes, notamment :
- lors de la visite officielle du président sud-coréen Roh Moo-hyun en Corée du Nord en 2007, il est déployé à la frontière[9] ;
- en 2010, lors d’une visite de l’activiste sud-coréen et pro-unification Han Sang-ryol, des habitants de la Corée du Nord agitent le drapeau en guise d’au revoir ; Han Sang-ryol est toutefois arrêté dès son retour en Corée du Sud[10],[11];
- en 2012, Ro Su-hui, un autre activiste sud-coréen, passe du nord vers le sud à travers la zone coréenne démilitarisée en agitant le drapeau de la Corée unifiée[12]. Il est lui aussi arrêté[13],[14].

## Variantes
Depuis 1991, année au cours de laquelle les deux Corées s'accordent sur un premier drapeau de la Corée unifiée, cet emblème a connu plusieurs changements liés principalement aux revendications territoriales de la Corée du Nord.
Le drapeau existe sous plusieurs formes : les couleurs sont les mêmes, seules changent les îles représentées autour de la péninsule de Corée.
La première version, sur laquelle s'accordent les deux Corées, représente uniquement la péninsule de Corée et l’île de Jeju. En 2002, de commun accord, l'île d'Ulleungdo est rajoutée, mais en 2003, la Corée du Nord inclut unilatéralement les rochers Liancourt, pourtant une source majeure de friction entre les deux États et une solution jugée « inacceptable » par le Japon qui réclame lui aussi ce territoire. En 2006, de la même manière, la Corée du Nord introduit le rocher de Socotra alors qu'il fait l'objet d'une dispute maritime.

La péninsule de Corée et l’île de Jeju.
La péninsule et les îles de Jeju et Ulleungdo.
La péninsule, les îles de Jeju et Ulleungdon et les rochers Liancourt.